# Uitdrukkelijk ontbindend beding
Een uitdrukkelijk ontbindend beding is een contractuele clausule die aan een contractpartij het recht verleent om de overeenkomst buitengerechtelijk te ontbinden als gevolg van een wanprestatie van de tegenpartij.

## België
In België zijn uitdrukkelijk ontbindende bedingen in principe geoorloofd: de partijen beschikken namelijk over wilsvrijheid en contractvrijheid (waaronder de vrijheid om de contractinhoud te bepalen) waardoor zij vrij kunnen kiezen over wat ze in het contract opnemen. Wat opgenomen wordt in het contract, is in de regel bindend. De wet kan echter uitzonderingen voorzien hierop. Voorbeelden van uitzonderingen zijn:
- in huurovereenkomsten zijn uitdrukkelijk ontbindende bedingen verboden: bv. een clausule volgens welke de verhuurder zich het recht voorbehoudt om de overeenkomst te ontbinden bij niet-betaling door de huurder, is ongeldig;[2]
- in pachtovereenkomsten;[3]
- in arbeidsovereenkomsten: zo is bv. een beding dat voorschrijft dat de werkgever het recht heeft de overeenkomst te ontbinden indien Jan te laat komt op zijn werk, nietig;

De wet kan ook extra voorwaarden hechten aan de geldigheid van het beding. Dat is bijvoorbeeld het geval bij consumentenkrediet.

### Controle door de rechter
Omdat de praktische invulling van de contractvrijheid en wilsautonomie niet al te nauw aansluit bij de theorie, zal de rechter (indien een geschil rijst omtrent het beding) een controle a posteriori uitoefenen op het beding. Traditioneel was dit eerder een beperkte controle: de rechter ging enkel de geldigheid na van het beding, controleerde of men zich regelmatig beriep op het beding, vergewiste zich ervan dat het beding in overeenstemming was met de contractuele vereisten etc. De rechter ging dus enkel de formele legaliteit van de ontbinding na en had geen uitstel- of matigingsbevoegdheid. Volgens de moderne visie toetst de rechter het beroep op het beding aan rechtsmisbruik, waardoor hij wél een matigingsbevoegdheid heeft.